# Endotrichella planomarginata
Endotrichella planomarginata là một loài rêu trong họ Pterobryaceae. Loài này được Dixon mô tả khoa học đầu tiên năm 1924.